# Mastax formosana
Mastax formosana é uma espécie de carabídeo da tribo Brachinini, com distribuição restrita à Taiwan.